# Gembloux-i Sigebert
Sigebert de Gembloux (latinul: Sigebertus Gemblacensis; 1030 körül – 1112. november 5.) a mai Belgium területén lévő Gembloux bencés szerzetese, latin nyelven publikáló középkori történetíró. Fő művében, a Chronicon sive Chronographiaban nyíltan állást foglal a pápaság uralmi törekvései, VII. Gergely és II. Paszkál pápák császárság-ellenes politikájával szemben.

## Élete és működése
Fiatalkorában lépett be a gembloux-i szerzetesek közé, ahol olyan alapos képzést kapott, hogy hosszú ideig a metzi Szent Vince-kolostor tanára volt. 1070 körül visszatért Gembloux-ba, ahol folytatta tanítói tevékenységét, illetve itt írta meg Krónikáját is. A kibontakozó invesztitúraharcban három értekezést írt IV. Henrik német-római császár védelmében. Az első – egyébként elveszett – művében tagadta, hogy a pápáknak joguk lenne letenni királyokat és császárokat, valamint feloldani a hűbéresküt. Második írásában megvédte a nős papok által elmondott misék érvényességét. Harmadik értekezésében pedig elítélte II. Paszkál pápa 1103-as fellépését, aki arra utasította Flandria grófját, hogy lépjen fel fegyveresen Liège város lakói ellen, mivel azok a császársághoz csatlakoztak a pápa ellenében
Chronicon sive Chronographia című művében valószínűleg csak egy kronológiát akart összeállítani 381-től 1111-ig terjedő eseményekről. Emiatt kevés eredeti információ található benne, viszont azokról az eseményekről, amelyek életében történtek meg, különösen az 1105 és 1111 közöttiekről több információt közöl. A késő középkorban rendkívül népszerű volt, első nyomtatott kiadása 1513-ban jelent meg.
Sigebert művei közé tartozik még egy királyéletrajz III. Sigebert frank királyról, aki a metzi Szent Márton-kolostort alapította (Vita Sigeberti III regis Austrasiae). Megírta még I. Metzi Theodorick püspök (964–985) életét, valamint más, a metzi kolostorhoz, vagy Gembloux-hoz köthető szentek biográfiáját.
Kiemelkedő fontosságú a De scriptoribus ecclesiasticis című életrajzgyűjteménye, mely Gennadiustól a saját koráig élt egyházi írók életrajzát foglalja össze. Megírta Szent Dietrichnek, a metzi Szent Vince-kolostor (Vita Deoderici Mettensis episcopi ), valamint Wicbert vagy Guibert (meghaltː 962.) a gembloux-i kolostor alapítóinak életrajzát (Vita Wicberti).

## Fordítás
- Ez a szócikk részben vagy egészben  a   Sigebert de Gembloux című óangol Wikipédia-szócikk fordításán alapul.  Az eredeti cikk szerkesztőit annak laptörténete sorolja fel. Ez a jelzés csupán a megfogalmazás eredetét és a szerzői jogokat jelzi, nem szolgál a cikkben szereplő információk forrásmegjelöléseként.